# Gemma Evans
Gemma Evans (Gelli, 1 augustus 1996) is een voetbalspeelster uit Wales. Ze speelt als verdediger en aanvaller voor Liverpool in de Super League.

## Clubcarrière
Evans kwam van 2015 tot 2017 uit voor Cardiff City. Op 6 september 2017 voegde ze zich samen met Welsh international Chloe Lloyd bij Yeovil Town. Evans debuteerde op 30 september 2017 voor Yeovil in een 1-0 nederlaag in de Super League tegen Bristol City.
Evans voltooide op 20 juli 2018 haar overstap naar Bristol City. Ze debuteerde voor de club uit Bristol op 19 augustus 2018 in een League Cup wedstrijd tegen Leicester City. Evans was drie jaar als speelster actief voor Bristol City waarin ze tweemaal tot scoren kwam in 66 optredens. In haar laatste seizoen degradeerde ze met haar club naar het Championship.
Na de degradatie maakte Evans op 5 juli 2021 transfervrij de overstap naar Super League club Reading FC. Evans debuteerde voor The Royals op de openingsdag van het seizoen 2021/22 in een 2-0 nederlaag tegen Manchester United op 3 september 2021. Haar enige doelpunt voor de club maakte Evans in een 3-1 League Cup overwinning op Crystal Palace op 17 november 2021.
Na 51 optredens voor Reading in twee seizoenen, degradeerde Evans met Reading naar het Championship. Hierna liet ze de club achter zich.
Op 6 juli 2023 tekende Evans een contract bij Manchester United. Ze maakte haar debuut voor de club uit Manchester op 15 oktober 2023 in een 1-1 gelijkspel tegen Leicester City. Op 13 mei 2024 won Manchester United, met Evans als bankzitter, haar eerste FA Cup na een 4-0 overwinning op Tottenham Hotspur in het Wembley Stadium.
Evans maakte op 16 augustus 2024 een transfer naar competitiegenoot Liverpool. Ze maakte haar debuut voor The Reds op 22 september 2024 in een 1-1 gelijkspel tegen Leicester City.

## Statistieken
| Seizoen | Club              | Land     | Competitie   | Wedstrijden | Doelpunten |
| ------- | ----------------- | -------- | ------------ | ----------- | ---------- |
| 2018/19 | Bristol City      | Engeland | Super League | 1           | 1          |
| 2019/20 | Bristol City      | Engeland | Super League | 12          | 0          |
| 2020/21 | Bristol City      | Engeland | Super League | 20          | 1          |
| 2021/22 | Reading FC        | Engeland | Super League | 22          | 0          |
| 2022/23 | Reading FC        | Engeland | Super League | 19          | 0          |
| 2023/24 | Manchester United | Engeland | Super League | 12          | 0          |
| 2024/25 | Liverpool         | Engeland | Super League | 16          | 0          |
| Totaal  | Totaal            | Totaal   | Totaal       | 102         | 2          |

Laatste update: 8 juni 2025

## Interlandcarrière
Evans maakte haar debuut voor het Welshe nationale team in een 2-0 nederlaag tegen Noorwegen tijdens de kwalificatiereeks voor het EK 2017 in Nederland op 7 juni 2016. Op 21 februari 2023 speelde ze haar vijftiende interland in een 0-0 gelijkspel tegen IJsland tijdens de Pinatar Cup in 2023.